# Wang Wei (courtisane)
Dans ce nom chinois, le nom de famille, Wang, précède le nom personnel Wei.
Ne doit pas être confondu avec Wang Wei.
Pour les articles homonymes, voir  Wang.
Wang Wei (chinois : 王微 ; 1597-1647) est une courtisane, voyageuse et poétesse bouddhiste de la dynastie Ming. Son nom de courtoisie était Xiuwei,.

## Biographie
On ne sait presque rien de ses antécédents familiaux. À l'âge de 7 ans, lorsque son père meurt, elle devient orpheline et est prise en charge par une personne du quartier de bordel de Yangzhou et est formée au métier de courtisane. La formation comprend l'alphabétisation et les compétences artistiques. Au cours de cette période, elle noue des liens d'amitié avec une autre courtisane, Yan Wang et les deux femmes se surnomment les « sœurs noires ». Wang s'auto-surnomme la « Taoïste enrobée de paille ». En tant que courtisane, elle voyage en skiff entre Suzhou et Kuaiji (aujourd'hui Shaoxing) sur un bateau transportant de nombreux livres et souvent accompagnée des personnalités littéraires de l'époque notamment Zhong Xing et Tan Yuanchun, fondatrices de l'école de poésie Jingling. Elle vogue également du lac de l'Ouest jusqu'à Wulin (aujourd'hui Hangzhou), un point névralgique pour les lettrés à l’époque, ainsi que jusqu'à Hunan.
Voulant changer de vie, elle se tourne vers le bouddhisme et commence à voyager vêtue d'une simple robe de coton. Au cours de ceux-ci, elle gravit les sommets du mont Dabie, du mont Xuan, du mont Tianzhu, du mont Kuang et du mont Lu. Installée à Wuhan où elle a l'intention de passer le reste de sa vie, elle fait préparer sa tombe. Lors de l'effondrement de la dynastie Ming, les temps deviennent chaotiques et Wang est violée au début des années 1840, après quoi elle se détourne du bouddhisme.
Wang épouse un responsable de la censure, Xu Yuqing, un homme intègre, démis de ses fonctions après des désaccords avec l'empereur Chongzhen. Le couple est déraciné après la chute de Ming en 1644 et part pour le sud. Bien qu'ils aient juré de vivre et de mourir ensemble, quand Wang meurt de maladie en 1647, Xu continue de la pleurer.

## Écriture
Wang écrit et fait également des compilations de récits de voyages. Tina Lu fait valoir que la nature n'est que le sujet secondaire de son travail, les « paysages nostalgiques » qu'elle décrit étant une façon d'exprimer son identité de voyageuse. Elle a écrit au cours de sa vie plusieurs centaines de récits de voyage qui peuvent être vues comme une entreprise commerciale liée à l'explosion des voyages de la fin de la dynastie Ming. L'une de ses œuvres, Ming shan ji (Enregistrements des montagnes célèbres), compte plusieurs centaines de chapitres.
Sa poésie apparaît dans une anthologie de Zhong Xiang Ci, une des poétesse féminine de la fin de la dynastie Ming et de début de la dynastie Qing. Les commentateurs de la dynastie Qing comparent ses poèmes shi (en) à ceux de Li Qingzhao et de Zhu Shuzhen pour leur beauté et leur sérénité,.

### Remarques
1. 1 2 3 4 5 6 7 8 9  Lee et Wiles (2014).
2. 1 2 3  Xu (1909).
3. ↑  Lowry (2005).
4. 1 2 3  Chang, Saussy et Kwong (1999).
5. ↑  Lei (1916).
6. 1 2  Berg (2006).
7. ↑  Xu (1909), "王微常經船載書往來五湖問自傷".
8. ↑  Lu (2011).
9. ↑  Zhong (1621-1644).

### Ouvrages cités
- (en) Daria Berg, Reading China : Fiction, History and the Dynamics of Discourse. Essays in Honour of Professor Glen Dudbridge, Leiden/Boston, BRILL, 2006 (ISBN 978-90-474-1146-8, lire en ligne)
- (en) Kang-i Sun Chang, Haun Saussy et Charles Yim-tze Kwong, Women Writers of Traditional China : An Anthology of Poetry and Criticism, Stanford University Press, 1999, 891 p. (ISBN 978-0-8047-3231-4, lire en ligne)
- (en) Lily Xiao Hong Lee et Sue Wiles, Biographical Dictionary of Chinese Women : Tang Through Ming, 618-1644, M.E. Sharpe, 2014, 716 p. (ISBN 978-0-7656-4316-2, lire en ligne)
- (zh) 青樓詩話﹕二卷(雷瑨輯), Saoyeshan fang yinben 掃葉山房石印本,‎ 1916, « 王微 »
- (en) Kathryn A. Lowry, The Tapestry of Popular Songs in 16th- and 17th Century China : Reading, Imitation, And Desire, BRILL, 2005, 419 p. (ISBN 978-90-04-14586-3, lire en ligne)
- Tina Lu, The Cambridge History of Chinese Literature, vol. Volume 2: From 1375, Cambridge, Cambridge University Press, 2011, 63–151 p. (ISBN 978-1-139-09542-6, DOI 10.1017/CHOL9780521855594), « The literary culture of the late Ming (1573–1644) »
- (zh) 閨秀詞鈔﹕十六卷(清徐乃昌輯), Xiao tanle shi keben 小檀欒室刻本,‎ 1909, 6.12a, « 王微 »
- (zh) 名媛詩歸﹕三十六卷(鍾惺點次),‎ 1621–1644, « 王微 »